# Marie-Claire Mukasine
 (avril 2023).
Marie Claire Mukasine, née en 1959, est une avocate, femme politique et fonctionnaire rwandaise. De 2011 à 2019, elle est membre du Sénat du Rwanda et est secrétaire permanente au ministère Rwandais de l'Infrastructure,. En 2020, elle est nommée présidente de la Commission nationale des droits de l'homme au Rwanda (NHCR).

## Éducation
Marie-Claire Mukasine est titulaire d'une licence en droit, avec de deux masters en gestion et administration publique et d'un doctorat en droit,.

## Carrière
Marie-Claire Mukasine occupe divers les postes de direction tels que secrétaire exécutif de Haguruka, une organisation caritative promouvant et défendant les droits des femmes et des enfants,,. Elle est secrétaire permanente au ministère Rwanda du genre et de la promotion de la famille. Elle est également directrice générale de Rwanda Investment groupe (RIG), et directrice générale de la compagnie d'assurance de Sonarwa. En 2013, elle est directrice de la Société nationale d'assurance.
En 2011, elle est élue au Sénat Rwanda en tant que la représentante de la province du Sud, et est sénateur jusqu'en 2019. En 2017, elle fait partie des sénateurs réclamant l'accélération de projet de développement régional bloqué. Elle est une membre de la Commission sénatoriale permanente des affaires politiques et de bonne gouvernance, et a souligné, en 2018, la nécessité de planifier la réinsertion des anciens prisonniers condamnés pour génocide.
Marie-Claire Mukasine est également présidente de la section Rwanda du Réseau des parlementaires africains contre la corruption (APNAC).
Le 29 juin 2020, elle prête serment en tant que président de la Commission nationale des droits de l'homme au Rwanda (NHCR). En octobre 2020, elle demande au Parlement d'augmenter le budget du NHCR et de lui fournir une résidence permanente à Kigali.